# Exanticheira
Exanticheira är ett släkte av skalbaggar. Exanticheira ingår i familjen Rutelidae.
Kladogram enligt Catalogue of Life:
| Exanticheira | \| \| Exanticheira rigouti \| \| \| \| \| \| Exanticheira vidua \| \| \| \| |
|              | \| \| Exanticheira rigouti \| \| \| \| \| \| Exanticheira vidua \| \| \| \| |
|              | Exanticheira rigouti                                                        |
|              |                                                                             |
|              | Exanticheira vidua                                                          |
|              |                                                                             |